# Земская почта Белебеевского уезда
Зе́мская по́чта Белебе́евского уе́зда — земская почта, организованная земской управой Белебеевского уезда Уфимской губернии. Существовала с 1890 года. В уезде выпускались собственные земские марки.

## История почты
Белебеевская уездная земская почта была открыта 15 августа 1890 года. Пересылка почтовых отправлений осуществлялась из уездного центра (города Белебея) в волостные правления уезда по четырём трактам.
Для оплаты доставки частных почтовых отправлений были введены земские почтовые марки номиналом 1, 2 и 5 копеек.
В 1908 году отправка простых писем осуществлялась без наклеивания земских марок Белебеевского уезда по причине позднего их получения из типографии.

## Выпуски марок
Используемые для оплаты частных почтовых отправлений земские марки уезда имели номинал 1, 2 и 5 копеек и печатались в частных типографиях. Марки номиналом 5 копеек предназначались для оплаты пересылки заказных писем. На марках большинства выпусков изображён герб Белебеевского уезда.
Известны несколько пробных марок выпуска 1897—1902 годов. Беззубцовые марки в почтовом обращении не находились.

## Гашение марок
Гашение марок осуществлялось штемпелями круглой и овальной формы.